# Earophila switzeraria
Earophila switzeraria är en fjärilsart som beskrevs av Wright 1916. Earophila switzeraria ingår i släktet Earophila och familjen mätare. Inga underarter finns listade i Catalogue of Life.